# EchoStar XI
O EchoStar XI é um satélite de comunicação geoestacionário estadunidense que foi construído pela Space Systems/Loral (SS/L). Ele está localizado na posição orbital de 110 graus de longitude oeste e é operado pela EchoStar. O satélite foi baseado na plataforma LS-1300 e sua expectativa de vida útil é de 15 anos.

## Lançamento
O satélite foi lançado com sucesso ao espaço no dia 16 de julho de 2008 às 05:20 UTC, por meio de um veiculo Zenit-3SL lançado a partir da plataforma de lançamento marítima da Sea Launch, a Odyssey. Ele tinha uma massa de lançamento de 5511 kg.

## Capacidade e cobertura
O EchoStar XI está equipado com 32 transponders em banda Ku para fornecer serviços de direct-to-home ao território continental dos Estados Unidos.